# Illersteg
Der Illersteg überspannt die Iller in Kempten (Allgäu). Er ist für Fußgänger und Fahrradfahrer gedacht und ist die einzige Brücke zwischen St.-Mang-Brücke und der Nordbrücke des Mittleren Rings.

## Illersteg-Unglück
Als Illersteg-Unglück wird der Einsturz eines Stegs in die Iller, bei dem sechs Menschen starben und rund 200 verletzt wurden, bezeichnet. Am 29. September 1946 veranstalteten amerikanische Soldaten im Illerstadion in Kempten ein Fest für die vom Zweiten Weltkrieg und der Nachkriegszeit geprägten Kinder. Zuvor waren Gutscheine für Süßigkeiten und Fahrgeschäfte an Schulen verteilt worden. Etwa 25.000 Menschen strömten an diesem Tag ins Illerstadion. Gegen 15.45 Uhr, als um die 800 Personen sich auf dem Illersteg befanden, stürzte dieser ein. Dadurch starben sechs Menschen und etwa 200 wurden verletzt.